# Aspidistra obliquipeltata
Aspidistra obliquipeltata là một loài thực vật có hoa trong họ Măng tây. Loài này được D.Fang & L.Y.Yu mô tả khoa học đầu tiên năm 2002.